# Девис, Луис

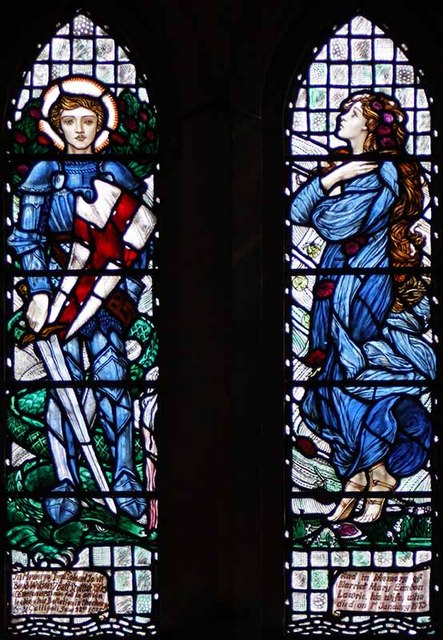
Луи Дэвис, витраж в соборе Данблейн

Луис Дэвис (28 мая 1860, Абингдон, Оксфордшир — 1941[…]) — английский акварелист, книжный иллюстратор и художник-витражист. Принимал участие в движении Искусств и ремесел. Николаус Певзнер относил его к последним из прерафаэлитов.

## Биография
Луи Дэвис родился и вырос в мае 1860 года в Эбингдоне (Abingdon), Оксфордшир на Востоке Сент-Хелен-Стрит. Луи был сыном Марианны и Габриэля Дэвиса. Его мать была родом из Эвельме, Оксфордшир. Его отец работал в строительной компании, которая строила и ремонтировала лодки и баржи. Габриэль Дэвис также торговал зерном, спиртом и углём. У Луи Дэвиса были два старших брата, Артур и Давид, и младший брат Оливер.
В 1901 году Дэвис женился Эдит Джейн Вебстер из Тьюксбери, Глостершир, которая была намного моложе него. Вероятно, жена служила моделью художнику, так как многие изображенные на его картинах женщины смахивают на Эдит. Супруги не имели детей. Сестра Эдит, Этель, жила с ними и служила им некоторое время домработницей.
В 1915 году Эдит и Луи получили ранения во время пожара от возгорания газовых паров. Дэвис, возможно, перенес инсульт и потерял способность говорить. Иногда ему требовалась для передвижения инвалидная коляска. Эдит полностью оправилась от случившегося.
Дэвис умер в 1941 году, после чего Эдит продала дом и студию и вернулись в Восточную Англию, где она выросла. Она умерла в конце 1970-х годов.

## Образование
Дэвис получил образование в школе Абингдона. В 1871 году Луис, за свой талант, был удостоен стипендии.
В 1891 году он стал учеником художника по стеклу Кристофера Волла (Whall) в его доме-студии в Доркинге. Дэвис даже жил некоторое время в семье учителя, помогал ему в работе по изготовлению витражей для Церкви Святой Марии в Стамфорде, Линкольншир.

## Карьера
Дэвис был знаком с Уильямом Морриссом, Эдвардом Берн-Джонсом и Данте Габриеле Россетти, был членом Гильдии работников искусств и общества живописцев Темперой.

### Иллюстратор и художник
С 1886 года его первыми живописными работами были иллюстрации в English Illustrated Magazine и акварели. Его работы часто выставлялись на выставках, но основным его интересом были витражные работы. Ими он занимался по 1911 год.

### Витражи

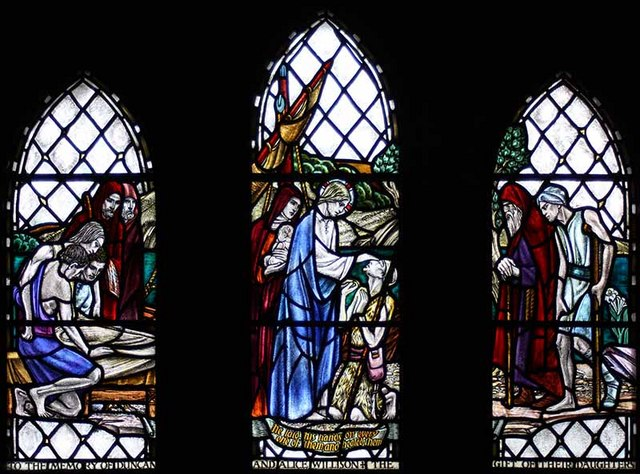
Луи Дэвис, окна Собора Данблейн

Среди его наиболее крупных работ было остекление окон в аббатстве